# The Scythe
The Scythe je čtvrté album od italské heavy-folk-symfonic metalové kapely Elvenking.

## Seznam skladeb
1. "The Scythe" – 5:36
2. "Lost Hill of Memories" – 4:58
3. "Infection" – 5:05
4. "Poison Tears" – 4:30
5. "A Riddle of Stars" – 5:22
6. "Romance & Wrath" – 8:14
7. "The Divided Heart" – 4:39
8. "Horns Ablaze" (Digipak version bonus track)
9. "Totentanz" – 2:28
10. "Death And The Suffering" – 5:11
11. "Dominhate" – 8:57
12. "The Open Breach" (Japanese bonus track)